# Gonzalo Güell
Gonzalo Güell y Morales de los Ríos (16 février 1895 à La Havane, Cuba -  2 septembre 1985 à Coral Gables, comté de Miami-Dade, Floride, aux États-Unis) était un avocat cubain et un diplomate de carrière (1919-1959). 

## Biographie
Guell a été ministre des Affaires étrangères de Cuba de 1956 à 1959 et premier ministre de Cuba du 12 mars 1958 au 1er janvier 1959. Il a également été ambassadeur de Cuba au Mexique, en Colombie, au Brésil, en Norvège et aux Nations Unies . 
Il fait partie des 40 personnes qui ont fui avec Fulgencio Batista en République dominicaine le 31 décembre 1959, lors de la prise de contrôle de Cuba par Fidel Castro . 
Il s'est marié 3 fois. Francisca Pubill et Juana Inigo étaient deux de ses femmes. Il n'a pas eu d'enfants.